# Birkenberg (Naturschutzgebiet)
Birkenberg ist ein Naturschutzgebiet auf den Gemarkungen der Stadt Bad Mergentheim und deren Stadtteil Edelfingen im Main-Tauber-Kreis in Baden-Württemberg.

## Geschichte
Durch Verordnung des Regierungspräsidiums Stuttgart über das Naturschutzgebiet Birkenberg vom 14. Oktober 1982 wurde ein Schutzgebiet mit 26 Hektar ausgewiesen.

## Schutzzweck
„Schutzzweck ist die Erhaltung der wertvollen Tier- und Pflanzenwelt sowie des Landschaftsbildes“ (LUBW) des Birkenbergs.

## Flora und Fauna
Es handelt sich um einen ostexponierten, flachgründigen Trockenhang, zum Teil ohne Humusschicht. Verschiedene Sukzessionsstadien wechseln sich mit Waldflächen ab. Den Trockenrasenflächen kommt die größte Bedeutung zu.